# Trifești (okręg Neamț)
Trifești – wieś w Rumunii, w okręgu Neamț, w gminie Trifești. W 2011 roku liczyła 2818 mieszkańców.